# Тургут Реис джамия (Балчик)
Тургут Реис джамия (на турски: Turgut Reis Camii) e джамия в Балчик, България.

## История
Джамията е изградена в 1293 година от хиджра. Османският капитан Тургут Реис е хванат от силна буря в Черно море и се моли, като казва, че ще построи джамия, когато се отърве от тази буря. И той стига до град Балчик и построява джамията, която носи неговото име.
- 1995
- 1993